# Thalerastria argentifrons
Thalerastria argentifrons là một loài bướm đêm trong họ Noctuidae.